# Eljas
Eljas – gmina w Hiszpanii, w prowincji Cáceres, w Estramadurze, o powierzchni 32,55 km². W 2011 roku gmina liczyła 980 mieszkańców.